# Vaskos csabak
A vaskos csabak vagy  csabakkeszeg (Telestes souffia) a sugarasúszójú halak (Actinopterygii) osztályának pontyalakúak (Cypriniformes) rendjébe, ezen belül a pontyfélék (Cyprinidae) családjába tartozó faj.
A Duna-medence bennszülött faja ezért nagy természeti értéket képvisel. Veszélyeztetett és ezért megóvása élőhelyein, kiemelt fontosságú feladat. Magyarországon csak elvétve átsodródó példányokkal lehet találkozni.

## Előfordulása
A vaskos csabak a Duna és a Rajna középső és felső szakaszának gyors folyású vizeiben él, ritkábban tavakban is előfordul, például megtalálható a Boden-tóban és az Alpokban 850 méterig. Magyarországon a Felső-Tiszán és ennek mellékvizein, a Mura hazai szakaszán lehet elviekben találkozni vele, hiszen nagyon ritka. Egyetlen bizonyított előfordulását 2004-ben a Tiszán Tiszacsécsénél jelentették. Legközelebbi, de határainkon kívül eső populációi a Mura szlovéniai szakaszán, illetve kelet felé a Felső-Tiszában, valamint a Tisza romániai mellékfolyóiban és azok patakjaiban élnek.

### Hasonló fajok
Testformája és szájállása alapján a nyúldomolykóhoz (Leuciscus leuciscus) és a gyöngyös koncérhoz (Rutilus frisii) hasonlít, de narancsszínű oldalvonala és az a fölött húzódó kékesszürke sáv jó támpontot ad a megkülönböztetésére.

## Megjelenése
A hal teste erősen nyújtott, oldalról lapított. Testéhez viszonyítva aránylag kisméretű a feje és a szemnagysága közepes. Kissé előrenyúló szája félig alsó állású. Orra tompa és az orrnyílás vonalán túlér egy kissé a szájszöglete. 48-56 nagyméretű pikkelye van az oldalvonal mentén. Oldalvonala narancsszínű és fölötte az orrtól a farokúszóig egy kékesszürke sáv húzódik. Kis termetű hal testhossza 12-17 centiméter, ritkán haladja meg a 25 centimétert. 41-42 csigolyája van.

## Életmódja
A kavicsos szakaszokon fenéken tartózkodó rajhal. Tápláléka a vízfenéken előforduló plankton és apró gerinctelen szervezetek. Elfogyasztja az apróbb kisebb csigákat, bolharákokat, rovarlárvákat, de alkalomadtán algákat és a vízre hulló hernyókat is.

## Képek

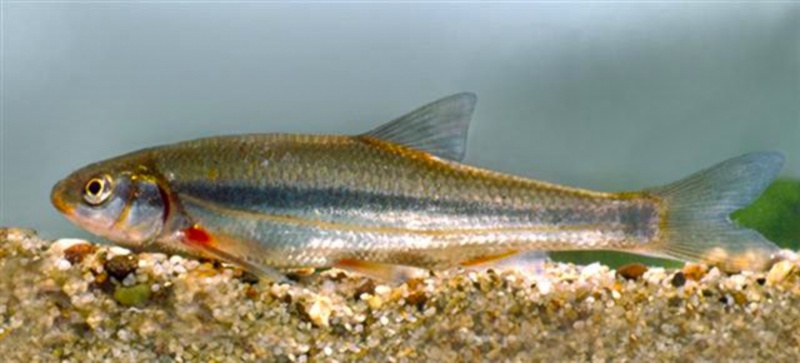
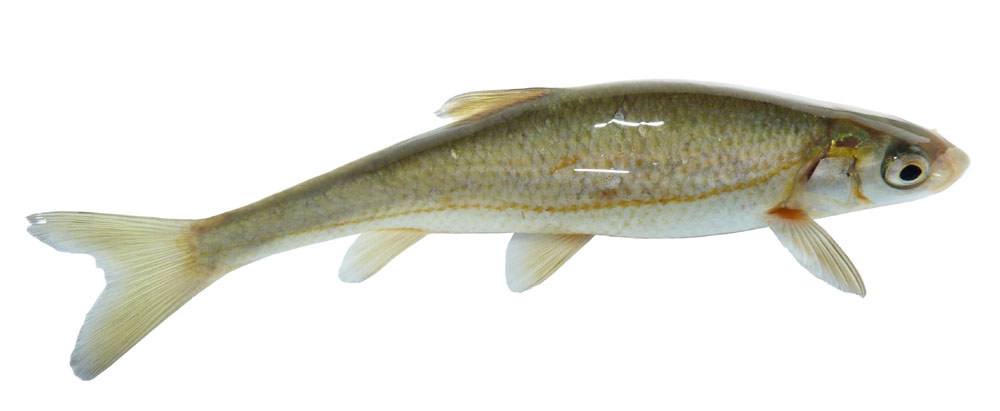

## Szaporodása
Március és május között csapatosan ívik, ilyenkor vízfolyások felső szakaszaira vonul és a sebesen áramló vízben, a kavicsos fenéken rakja le ikráit. Nászidőszakban megfigyelhető, hogy az oldalvonal színe kifejezettebb, emellett az uszonyok tövén, valamint a kopoltyúfedőn is halvány narancsos elszíneződést ölt magára. Az ivarérett hímek zömmel 10-12 centiméter hosszúak, az ikrások jellemzően ennél nagyobbak.